# 116 aC
El 116 aC va ser un any del calendari romà prejulià. Durant la República i l'Imperi Romà es coneixia com l'Any del Consolat de Màxim i Geta o també any 638 Ab urbe condita o de la fundació de la ciutat). L'ús del nom «116 aC» per referir-se a aquest any es remunta a l'alta edat mitjana, quan el sistema Anno Domini va ser el mètode de numeració dels anys més comú a Europa.

## Esdeveniments

### Regne de Capadòcia
- Ariarates VII es proclama rei de Capadòcia a la mort del seu pare Ariarates VI.[2]

### Imperi Selèucida
- Antíoc VIII Grip, rei selèucida, s'enfronta al seu mig germà i cosí Antíoc IX de Cízic, que havia estat enviat a Cízic per Cleòpatra Tea com a precaució, en el moment que torna a Síria. Esclata la guerra civil.[3]

### República Romana
- Quint Fabi Màxim Eburne i Gai Licini Geta són elegits cònsols.[4]
- Fabi Màxim condemna a mort a un dels seus fills per immoralitat i Gneu Pompeu Estrabó l'acusa d'excedir les facultats de la pàtria potestat. Marxa a l'exili, probablement a Nucèria.[5]

## Naixements
- Marc Terenci Varró, escriptor, militar i polític romà.[6]
- Marc Terenci Varró Lucul, fill de Luci Licini Lucul, serà adoptat per Marc Terenci Varró.[7]

## Necrològiques
- Ptolemeu VIII Evèrgeta II, rei d'Egipte, en una data posterior al 29 d'octubre. Deixa el regne a la seva esposa i neboda Cleòpatra III.[8]
- Ariarates VI, rei de Capadòcia, probablement assassinat.[2]
- Cleòpatra II, reina d'Egipte.[9]